# Gambutzí
El gambutzí o gambosí és, segons la mitologia catalana i valenciana, una mena d'homenet, un ésser o animal imaginari que s'utilitza en diverses regions de la península Ibèrica per gastar diverses bromes, tant a nens com a caçadors o pescadors novells. La més habitual consisteix a convèncer el novell que el gambutzí és un animal esquiu que només pot caçar-se de nit d'estada. A les terres de l'Ebre, un gambutzí és un ésser imaginari sense definició que s'utilitza per enganyar als nens i deixar-los perplexos.
Aquesta llegenda depèn molt de la distribució geogràfica i n'existeixen diverses variacions, els agrada apropar-se al nuclis poblats per observar a la gent del poble i imitar els seus gestos i accions. També acostumen a apropar-se a zones d'acampada o zones amb fons i taules per dinar. Quan troben algú, se'n burlen. Uns diuen que tenen cua, altres que udolen i ballen a la lluna plena; i altres els consideren donyets malcreguts i capritxosos. El terme fou recollit per Joan Amades al Costumari Català de 1950.